# Angolská válka za nezávislost
Angolská válka za nezávislost na Portugalsku probíhala v letech 1961–1975.

## Ozbrojená hnutí
Nacionalistická hnutí v Angole byla od samého počátku rozštěpená etnicky i regionálně, jednotlivé organizace vystupovaly jako nesmiřitelní protivníci a každá zakládala své výcvikové tábory pro protikoloniální bojovníky.
Trvalá protikoloniální válka začala v únoru 1961 útokem sil MPLA na věznici a administrativní budovy v Luandě. V té době žilo v Luandě přes 40 tisíc bělochů, kteří se v reakci na útok Afričanů ozbrojili a začali se mstít. Holden Roberto a jeho FNLA rozpoutali násilí na severu země a začali brutálně vraždit bělochy i černé katolíky. Násilí se rozšířilo i na další nekonžské obyvatelstvo a všechny osoby podezřelé z kolaborace s koloniální správou.
Portugalci v reakci nasadili armádu. Mezinárodní společenství stranilo Afričanům, SSSR i USA se postavily proti Salazarovu Portugalsku. SSSR začal materiálně podporovat MPLA, výraznější však byla podpora z Kuby.
MPLA a FNLA bojovaly mezi sebou, v obou hnutích navíc soupeřily různé frakce. Organizace africké jednoty se rozhodla podpořit exilovou vládu FNLA. FNLA měla jasnou územní převahu do té doby, než se v sousedním Kongu (Brazzaville) dostal k moci režim Alphonse Massamby-Débata (1921–1977) podporující MPLA.
V červenci 1964 se od FNLA odtrhlo křídlo tvořené téměř výhradně Ovimbundy a vedené Jonasem Savimbim. Rozkol ve FNLA vedl Organizaci africké jednoty k tomu, že 25. listopadu 1964 uznala jako legitimního představitele angolského lidu MPLA.
Pod Savimbiho vedením vznikla 25. prosince 1966 politická strana UNITA. Od té doby probíhala angolská „válka za nezávislost“ tak, že každá ze čtyř armád (koloniální portugalská, UNITA, MPLA, FNLA) bojovala čas od času proti zbývajícím třem. Portugalské armádě se postupně podařilo nejednotnou antikoloniální opozici dostat do značné míry pod kontrolu. V roce 1973 byla vojenská akceschopnost MPLA téměř nulová, FNLA byla vojensky poražena a UNITA bojovala jen sporadicky.

## Převrat v Portugalsku
Další vývoj byl ovlivněn událostmi v samotném Portugalsku. Dubnový nekrvavý převrat přivedl k moci levicovou vládu, která byla ochotna portugalské koloniální impérium rozpustit. Portugalsko však stálo před problémem, komu Angolu předat. Nakonec bylo nuceno jednat o zastavení bojů s každou organizací zvlášť. UNITA souhlasila se zastavením bojů proti Portugalcům v červenci 1974, FNLA a MPLA až v říjnu téhož roku.
Angolští běloši, kterých bylo v zemi přes 350 tisíc (oproti 6 milionům Afričanů), se obávali, že situace povede k masakrům podobným událostem z roku 1961 a 23. října se pokusili o převrat, který však byl zlikvidován spojeným úsilím portugalské armády a partyzánských sil. Teprve koncem roku se podařilo zastavit ozbrojené střety mezi jednotlivými hnutími. Nejumírněněji v této době vystupovala UNITA, nejhorší střety probíhaly mezi MPLA a FNLA. Situaci zkomplikovala FLEC, která zahájila svůj ozbrojený boj za nezávislou Cabindu.

## Jednání o nezávislosti
V lednu 1975 se konečně podařilo uspořádat v Portugalsku setkání tří hnutí s portugalskými zástupci. Byl smluven vznik společné přechodné vlády a jako datum předání správy země Angolanům byl stanoven 11. listopad 1975.
Brzy však opět začaly násilnosti. MPLA ovládla Luandu, na kterou od severu útočily síly FNLA, zatímco UNITA, jež vytvořila s FNLA křehkou koalici, ovládla náhorní planiny ve středu a na západě země. Většina představitelů portugalské správy podporovala MPLA. Z angolských přístavů rychle odjížděly poslední zbytky bílých Angolanů, a naopak začali přijíždět první Kubánci, aby podpořili MPLA.
V srpnu se do bojů zapojily jihoafrické síly, které se postavily na stranu koalice UNITA-FNLA. Vstup Jižní Afriky do Angolského konfliktu vyústil v urychlení sovětské materiální a kubánské personální podpory MPLA. Aliance UNITA-FNLA s rasistickým režimem JAR však naopak znamenala omezení mezinárodní podpory této straně konfliktu. Obzvláště dosavadní africké spojence spolupráce s JAR rozlítila.

## Kdo ovládne nezávislou Angolu
Obě strany chtěly ovládat Luandu 11. listopadu 1975, aby právě jim byla Portugalci předána vláda nad Angolou. MPLA uhájila hlavní město za pomoci sovětských raketometů obsluhovaných kubánskými speciálními jednotkami. Současně v druhém největším městě Angoly, Huambu, FNLA a UNITA vyhlásily Angolskou lidovou a demokratickou republiku. V zemi tak existovaly dvě soupeřící státní správy.
Počátkem roku 1976 posílili Kubánci svůj kontingent v Angole a SSSR dodal MPLA zbraně odhadem za 200 mil. USD. Došlo k podpisu Smlouvy o přátelství a spolupráci mezi Angolou a Sovětským svazem, která umožňovala SSSR používat angolská letiště a přístavy k vojenským účelům. Počátkem roku 1976 byla FNLA téměř zničena, JAR byla mezinárodním tlakem donucena ke stažení z Angoly, UNITA byla vytlačena z Huamba a rozhodla se pro dlouhodobý partyzánský boj.